# James Wattstraat 56-58 (Amsterdam)

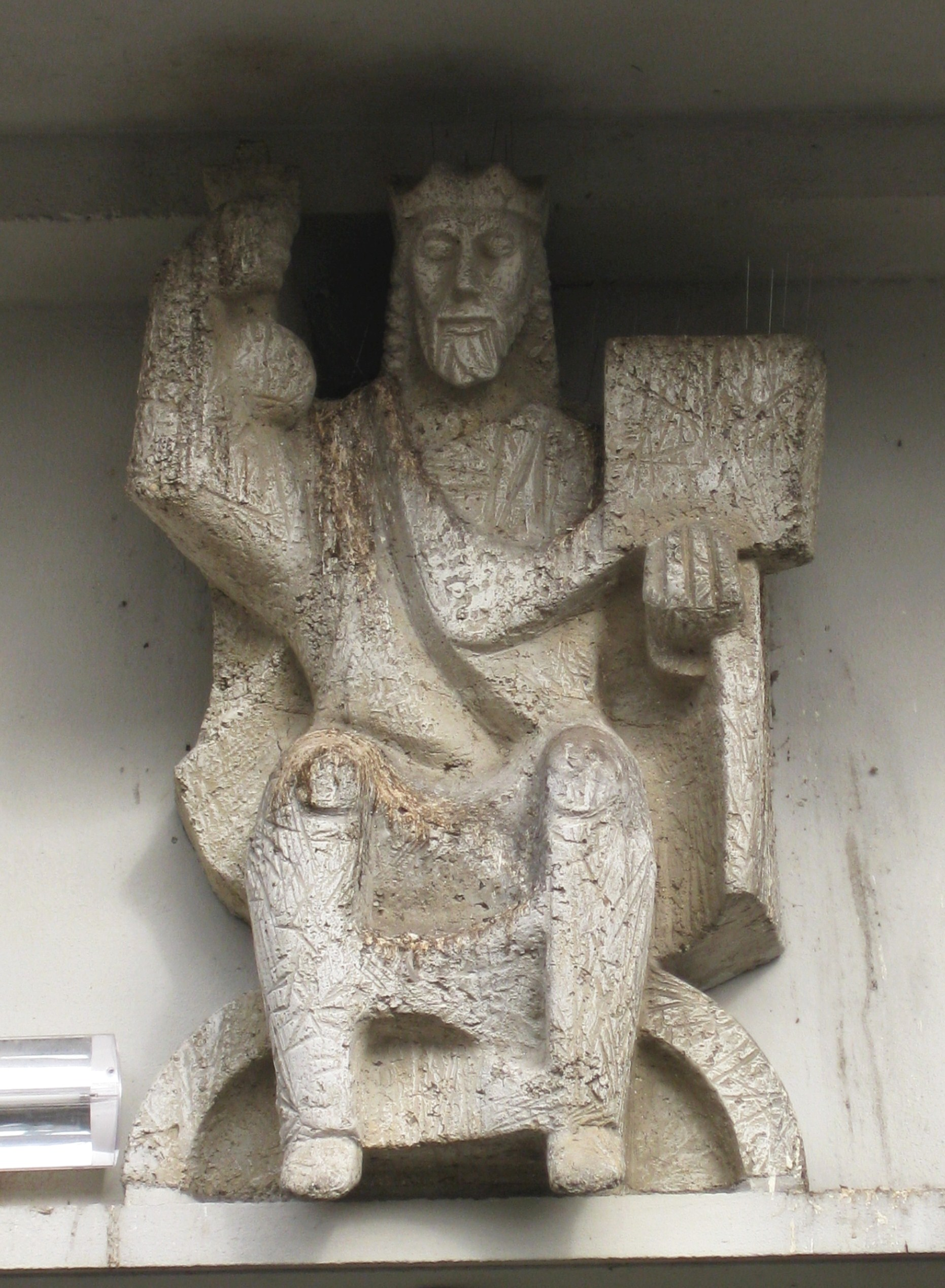
Christus Koning (2012)

James Wattstraat 56-58 te Amsterdam is een voormalig kerkgebouw te Amsterdam. Het werd gebouwd als votiefkerk en in gebruik genomen door de Christus Koningparochie te Amsterdam.
De oorspronkelijke kerk met een oppervlak van 47 bij 27,5 meter werd van 1957-1959 gebouwd door de rooms-katholieken. Deze hadden in 1943/1944 tijdens de Tweede Wereldoorlog een belofte aan de gemeente Amsterdam gedaan een kerk te bouwen, mits de stad gespaard werd voor uithongering en vernietiging. In 1945 en 1951 herhaalde de katholieke gemeente de belofte.
In 1951 was de Christus Koningparochie opgericht en kon men het vanaf 1945 door katholieken ingezamelde geld gaan besteden om tot bouw van de kerk te kunnen overgaan. De parochie schakelde gerenommeerd (kerk)architect Karel Petrus Tholens in. Deze wilde bij het ontwerp een architect uit een modernere tijd inschakelen. Tholens, afkomstig uit de parochie van de Willibrordus binnen de Veste, had uit diezelfde parochie een huisarts, wiens zoon Herman van Balen net was afgestudeerd als ingenieur.
Uit een ontwerp van Van Balen (ontwerp) en Tholens (toezicht) werd vanaf 1955 gewerkt aan een klassiek uitziende kerk gebouwd in een naoorlogse wijk. De kerk oogt als een driebeukige basiliek. De bouw wilde niet vlotten; de plannen dateren van 1955, maar pas in oktober 1957 werd een “eerste steen” gelegd. Een eerste heipaal was al op 4 mei 1957 de grond in gegaan. Men hoopte in 1958 open te gaan, maar met kerst 1959 kon er nog geen dienst worden gehouden. Een Gelderse fabriek kon de banken niet op tijd leveren; ook het hoofdaltaar was nog niet geplaatst wegens vertraging van de levering van het marmer uit Italië. Pas in het voorjaar van 1959 was de kerk afgebouwd en werd deze op 4 mei 1959 geconsacreerd. Boven de ingang is een afbeelding te zien van Jac van Rhijn.
De kerk hield het nog geen veertig jaar als kerk uit; de laatste dienst vond plaats rond 1996. De parochiegemeenschap is gefuseerd met die van de Heilige Martelaren van Gorcum- of Hofkerk, eveneens in de Watergraafsmeer.
De kerkgebouw werd een sta-in-de-weg en stond op de nominatie om gesloopt te worden. Anderen dachten er anders over; het gebouw werd op de lijst gezet van "Top 100 jong erfgoed van Amsterdam" en werd tot gemeentelijk monument verklaard. Opvallend aan het gebouw zijn de relatief kleine ramen in de relatief grote baksteen wanden, terwijl in de jaren van bouw (1956-1959) juist veel grote glaspartijen werden geplaatst om veel licht in woningen binnen te laten. De Tijd van 1955 noemde het “afgewend zijn van de buitenwereld”. Die gesloten aandoende wanden vinden hun tegenhanger in een juist bijna geheel open klokkentoren van 15 meter hoog.
De kerk oogt in 2020 als behoorlijk vervallen; ze wordt dan omgebouwd tot theaterhotel.

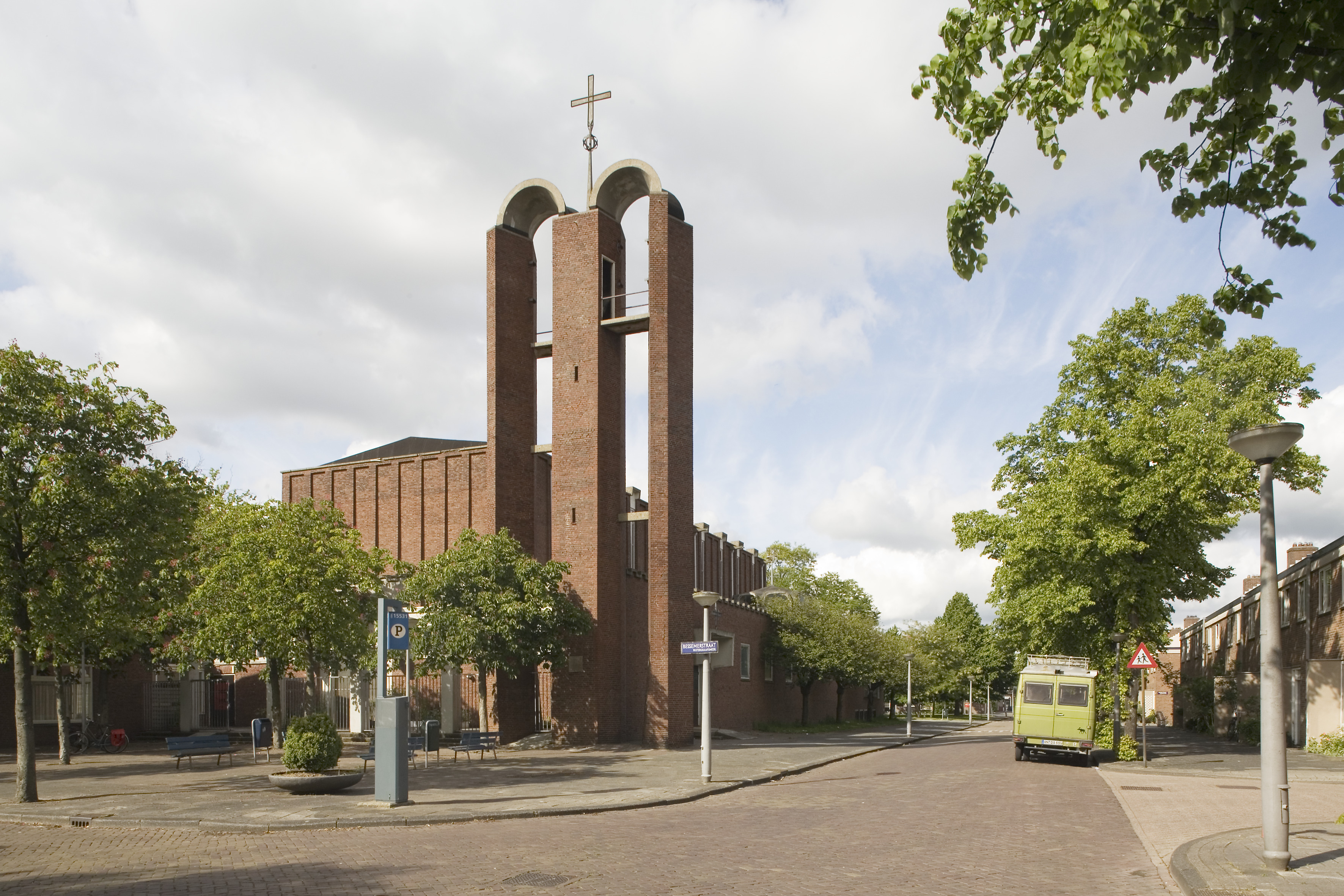
Christus Koningkerk (2007)

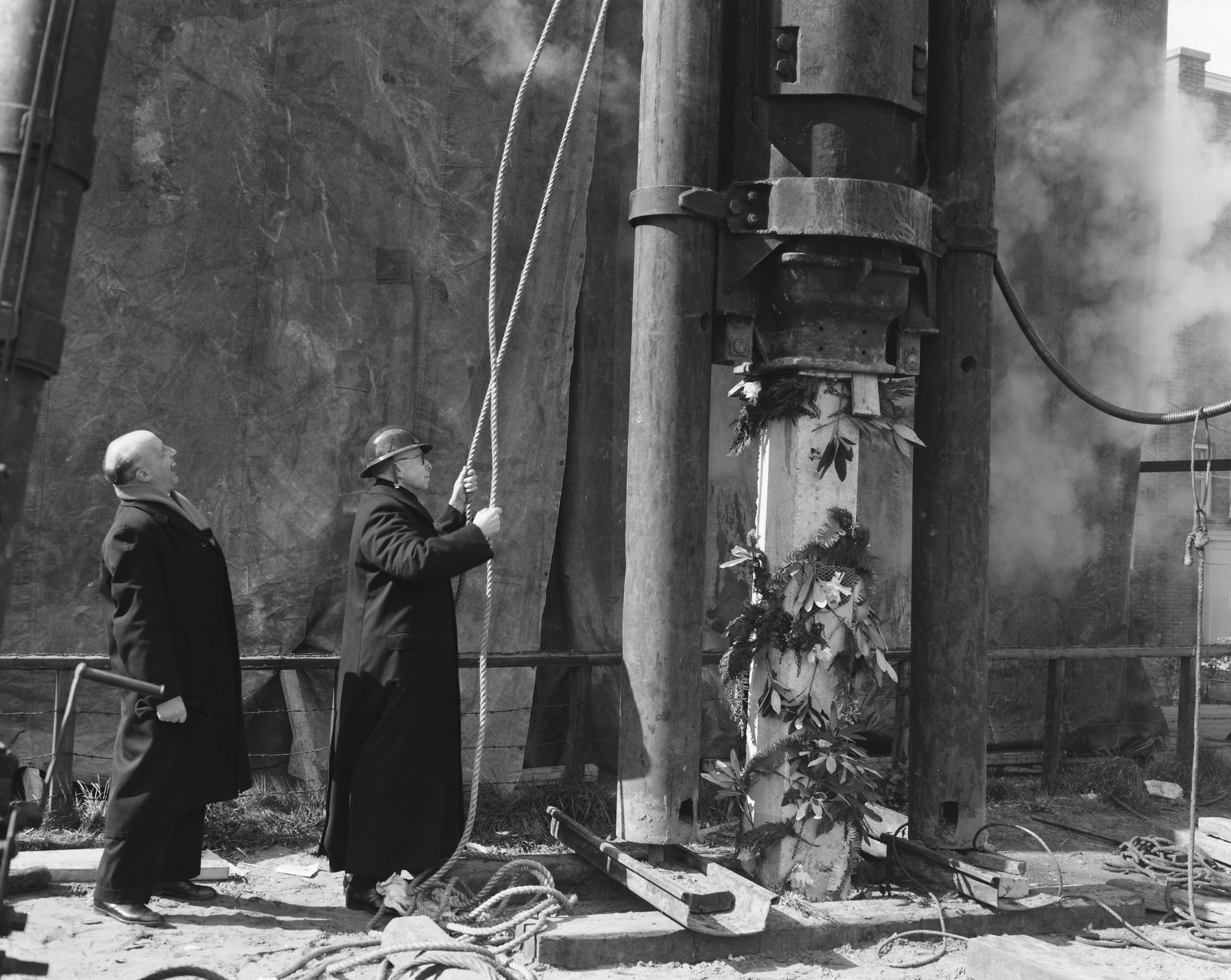
Het slaan van de eerste paal (1957)